# Royères
Royères è un comune francese di 848 abitanti situato nel dipartimento dell'Alta Vienne nella regione della Nuova Aquitania.

## Amministrazione

### Gemellaggi
- Sant'Agata sul Santerno, dal 2014[2]

## Società

### Evoluzione demografica
Abitanti censiti